# Léo Amberg
Léo Amberg (ur. 23 marca 1912 w Ballwil, zm. 17 sierpnia 1999 w Oberriet) – szwajcarski kolarz szosowy, brązowy medalista mistrzostw świata.

## Kariera
Największy sukces w karierze Léo Amberg osiągnął w 1938 roku, kiedy zdobył brązowy medal w wyścigu ze startu wspólnego podczas mistrzostw świata w Valkenburgu. W zawodach tych wyprzedzili go jedynie Belg Marcel Kint, a trzecie miejsce zajął kolejny Szwajcar, Paul Egli. Na rozgrywanych trzy lata wcześniej mistrzostwach świata w Florefe był piąty w tej samej konkurencji. Ponadto był między innymi pierwszy w Tour du Canton de Genève w 1934 roku, pierwszy w Grand Prix Journal de Nice i wyścigu Nicea-St. Tropez w 1935 roku, drugi w Tour de Suisse w latach 1935 i 1937, pierwszy w Mistrzostwach Zurychu w 1937 roku, drugi w Tour du Lac Léman w 1939 roku, a w 1946 roku był trzeci w Circuit des Alpes. Kilkakrotnie startował w Tour de France, najlepszy wynik osiągając w 1937 roku, kiedy wygrał dwa etapy i zajął trzecie miejsce w klasyfikacji generalnej. Wyprzedzili go tylko Francuz Roger Lapébie i Włoch Mario Vicini. Dwa lata wcześniej był dwunasty w klasyfikacji generalnej Vuelta a España, a w klasyfikacji górskiej był trzeci. W 1938 roku brał udział w Giro d'Italia i wygrał jeden z etapów, jednak całego wyścigu nie ukończył. W latach 1934, 1937 i 1938 zdobywał mistrzostwo Szwajcarii. Nigdy nie wystąpił na igrzyskach olimpijskich. Jako zawodowiec startował w latach 1934-1947.